# Matlatzinca
Matlatzinca è il nome usato per riferirsi a diversi gruppi etnici precolombiani della valle di Toluca, nello stato di Messico, situato nella parte centrale del Messico. Il termine è associato ai gruppi che abitavano la valle ed alla loro lingua, la lingua matlatzinca.

## Etnonimo
Quando viene usato come etnonimo, Matlatzinca si riferisce al popolo di Matlatzinco. Matlatzinco era il termine azteco (nahuatl) per la valle di Toluca. Anche la capitale politica della vallata si chiamava "Matlatzinco", ed era una grande città le cui rovine sono oggi note come il sito archeologico di Calixtlahuaca. In epoca preistorica la valle di Toluca ospitava popoli che parlavano almeno quattro diverse lingue: otomi, matlatzinca, mazahua e nahuatl. Questi quattro popoli, complessivamente, potevano essere chiamati "Matlatzinca" se abitavano la valle di Toluca. Quando le antiche fonti scritte azteche e spagnole parlano dei Matlatzinca, spesso non è chiaro se si riferiscano a coloro che parlavano il matlatzinca, a coloro che abitavano la valle di Toluca o agli abitanti di Calixtlahuaca.

## Lingua
La lingua matlatzinca fa parte del sottogruppo otopame della famiglia delle lingue oto-mangue, che comprende anche l'otomi, il mazahua, il pame e la lingua chichimeca jonaz. Linguisticamente il termine "Matlatzinca" fa riferimento a coloro che parlavano il matlatzinca. La lingua matlatzinca aveva due sottogruppi o dialetti mutuamente inintelligibili: uno chiamato ocuiltec o tlahuica, l'altro matlatzinca. Il matlatzinca è seriamente in pericolo, ed è attualmente parlato da circa 100 persone, soprattutto anziani di San Francisco Oxtotilpa, mentre l'ocuiltec/tlahuica viene parlato da 50-100 persone di Ocuilan, nei villaggio di San Juan Atzingo e Santa Lucía del Progreso.